# Bridei I
Bridei I, també conegut amb el nom de Brude mac Maelchon o Bridei filius Mailcon (o Maelchú), va ser rei dels pictes del 556 al 584.
La Crònica picta atribueix a Brude mac Maelchú un regnat de 30 anys, després d'un any de regne conjunt amb Galam Cennalath. Bridei I s'hauria convertit al cristianisme sota la influència de Sant Columba, que l'hauria batejat el 565; aquest gest hauria influenciat en la cristianització de la major part de l'actual Escòcia.
No es coneix la capital del regne de Bridei I. Adamnà d'Iona diu a la seva hagiografia de Sant Columba que després de deixar la cort reial, el sant va arribar al riu Ness i que la cort estava situada al cim d'una roca escarpada. D'aquesta manera, s'ha suposat que la residència principal de Bridei era a Craig Phadrig, a l'oest de l'actual Inverness amb vistes al Beauly Firth.
Brude mac Maelchom va vèncer els escots del rei Gabrán mac Domangairt,que potser va morir en els combats. Bridei I, que Beda el Venerable qualifica de «Rex Potentissimus», posseïa una flota que l'ajudava en el control de le Òrcades i les Hèbrides.
La Crònica d'Irlanda cita la mort de «Bruidhi mac Maeclchon rig Cruithnech» els anys 505/506 i 509. Aquestes dates són incompatibles amb el conjunt d'informacions cronològiques conegudes sobre aquest rei. Segurament es tracti d'un error de transcripció. Sha suggerit que els anys que apareixen a la Crònica d'Irlanda siguin en realitat els del naixement de Bridei. Els Annals irlandesos mencionen la seva mort el 584. Per contra, segons una entrada dels Annals de Tigernach, Brude mac Malechon hauria mort en combat a la batalla d'Asreith, a Circinn, lluitant contra els pictes (del sud revoltats?) el 752. Aquesta entrada podria estar desplaçada cronològicament, o també podria estar parlant d'un Brude homònim al rei del segle vi.
L'historiador anglès John Morris, en el seu Age of Arthur, suggereix que Bridei era fill de del rei gal·lès Maelgwn Gwynedd. Aquesta hipòtesi, acceptada per altres historiadors, ha estat refutada per molts analistes com ara Alfred P. Smyth, W.A. Cumming o J.M.P Calise.